# Büscherheide

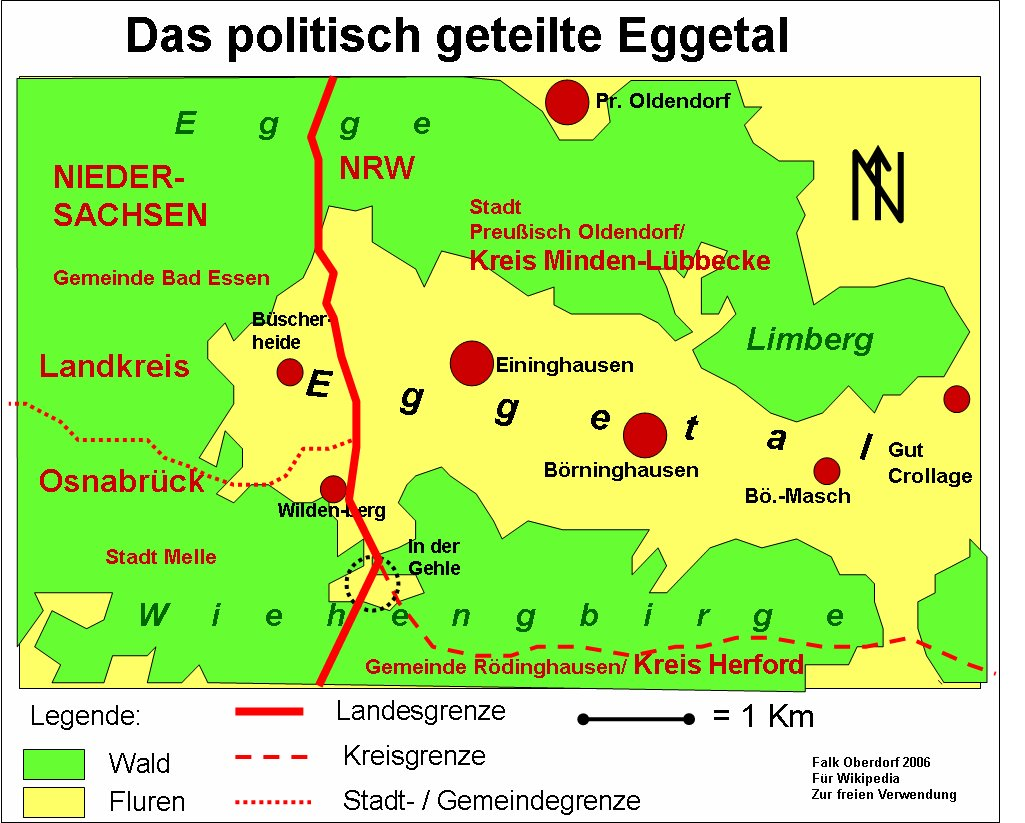
Büscherheide liegt am Westende des Eggetals

Büscherheide ist als Ortsteil von Bad Essen im Landkreis Osnabrück ein kleines Dorf am Westende des Eggetals im Wiehengebirge. Die historische Siedlungsform entspricht einem Drubbel. Auf einer Höhe von zwischen 133 m ü. NN (im Glanebach-Tal) und 215 m ü. NN (Ackerflächen im Norden) gehört es zu den höchstgelegenen Bergdörfern dieses Gebirges. Nirgendwo sonst gibt es nördlich des Wiehengebirgshauptkammes überhaupt landwirtschaftliche Flächen über der 200-m-Höhenlinie.

## Geographie

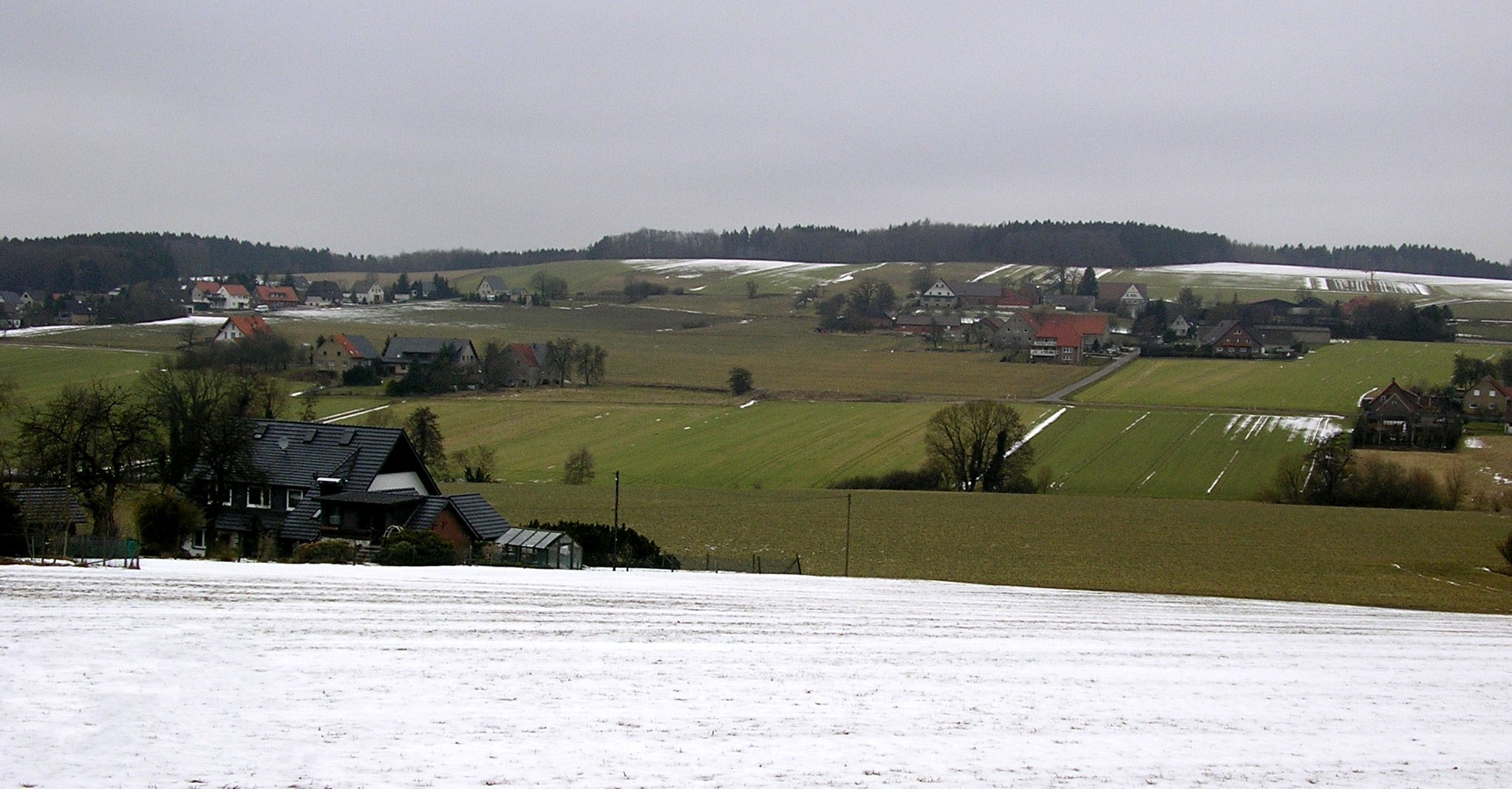
Büscherheide von Süden aus betrachtet. Der Nordhang im Vordergrund ist Ende März noch tief verschneit.

Büscherheide liegt an der höchsten Stelle des Eggetals auf einer aus eiszeitlichen Bodenschichten bestehenden Bodenschwelle, die heute die Wasserscheide zwischen dem Büscherheider Glanebach und dem Börninghauser Mühlenbach bildet. Beide Bäche haben durch ihre ausräumenden Wirkung im Laufe von Jahrtausenden maßgeblich das heutige Landschaftsbild des Eggetals beeinflusst, wobei der Mühlenbach das Eggetal nach Osten und der Glanebach nach Westen ausräumte. Demzufolge ist um Büscherheide die Landschaftsform noch am ursprünglichsten.
Büscherheide unterteilt sich in räumlich getrennte Siedlungen: Alt-Büscherheide im Zentrum, die Neubausiedlung Büscherheider Ring im Westen und die Bauerschaft Wildenberg ganz im Süden der Freifläche.
Im Süden der weiteren Dorfflur liegt im Wiehengebirge mit dem Grünen See der größte natürliche See mit dem ihn speisenden höchsten Wasserfall des Wiehengebirges östlich der Hunte.
Fluren und Gärten umfassen (mit Wildenberg), den umgebenden Wald nicht eingerechnet, eine Fläche von 123 Hektar.
Büscherheide entwässert einerseits nach Osten über das Eggetal und den Mühlenbach in die Große Aue, andererseits über den Glanebach in die Hunte nach Westen. Die Wasserscheide zwischen dem Einzugsgebieten dieser beiden Flusssysteme verläuft relativ mittig von Nordwesten nach Südosten, genau durch Alt-Büscherheide und teilt das Gebiet hydrologisch in zwei beinahe gleich große Teile.

## Geschichte
Vorgeschichtliche Funde sind im Gebiet von Büscherheide, anders als im unteren Teil des Eggetals, bisher nicht bekannt geworden. Sie sind auch nicht zu erwarten, da es sich bei der Ortschaft nach den Erkenntnissen der Siedlungsforschung um eine Rodungssiedlung mit Kampflur handelt, die kaum vor dem 14. Jahrhundert entstanden sein soll.
Urkundlich wurde die Bauerschaft Büscherheide erstmals 1464 als Bosseheide in den Osnabrücker Geschichtsquellen erwähnt. Der Name wiederum leitete sich von zwei Höfen ab, die Bossehöfe genannt wurden. Insgesamt handelte es sich bei der Büscherheide also um eine späte Rodungssiedlung des Weilertyps mit zunächst nur zwei Höfen. Neben genannten Höfen wurden später einige Kötter in Büscherheide von der Familie von dem Busse angesiedelt, so dass 1565 zwei Vollerben und sechs Kötter vorhanden waren. 1772 besaß die Ortschaft 8 Höfe und 1821 gab es 19 „Feuerstellen“ (Haushalte) und 94 Einwohner. 1858 bestanden 18 Wohngebäude mit 86 Bewohnern.
Büscherheide gehörte jahrhundertelang dem Hochstift Osnabrück an. Innerhalb des Hochstifts bildeten sich Ämter aus, Büscherheide war Bestandteil des Amtes Wittlage. Zusammen mit dem Hochstift gelangte es später unter wechselnde Herrschaften. Bis zur Gebietsreform in Niedersachsen im Jahre 1972 gehörte Büscherheide als kleinste kreisangehörige Gemeinde zum Landkreis Wittlage. Danach wurden die Landkreise auf dem Gebiet des ehemaligen Hochstifts zum neuen Großkreis Osnabrück zusammengefasst. Der Landkreis Osnabrück umfasst seither (mit Ausnahmen im Dümmergebiet, der südlichen Exklave Amt Reckenberg und dem heutigen Stadtkreis Osnabrück) fast exakt das Gebiet des früheren Hochstifts. Die jahrhundertealten Grenzlinien des alten Hochstifts bilden heute auf einem 102 km langen Abschnitt auch die Demarkation zwischen den Bundesländern Niedersachsen und Nordrhein-Westfalen.

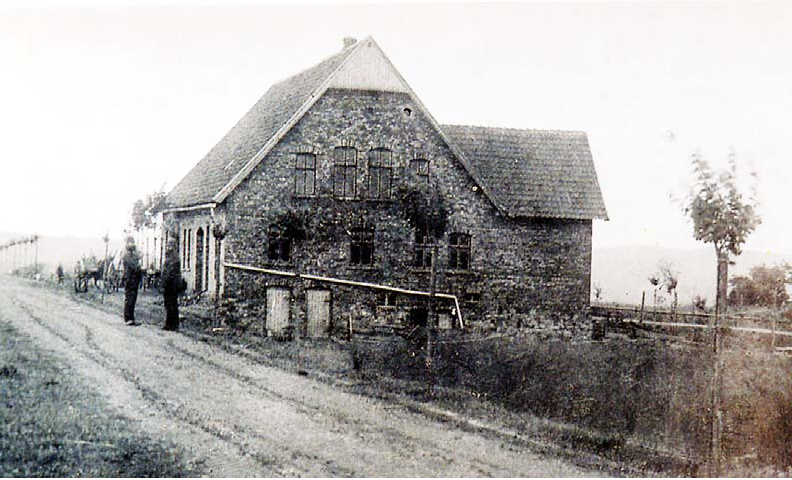
Die Gaststätte Kottmeyer in Büscherheide im Jahr 1895

Unstimmigkeiten hinsichtlich der Zugehörigkeit der Siedlung gab es schon in früheren Zeiten: Das Fürstentum Osnabrück betrachtete Büscherheide als zum Bistum Osnabrück gehörig, während Börninghausen-Eininghausen, als die restlichen Dörfer des Eggetals, zur Grafschaft Ravensberg gehörten. Eine definierte Grenze zwischen den Orten gab es jedoch nicht. Erst im Jahr 1557 wurde ein Grenzvertrag geschlossen, der die jahrhundertealten Grenzstreitigkeiten beheben und eindeutige Grenzen und Territorialverhältnisse schaffen sollte. Am 22. Oktober 1557 waren die Räte und Verordneten beider Territorien in Büscherheide erschienen. Es kam zum Vergleich. Der größere Teil von Büscherheide mit den Bossehöfen und den Köttern wurde dem Hochstift Osnabrück und ein kleinerer Teil der Grafschaft Ravensberg zugeschlagen und danach wurden die Grenzsteine gesetzt. Büscherheide ist also damals geteilt worden, wobei der östliche Ravensberger Teil zu Eininghausen kam.
Kirchlich gesehen gehörte Büscherheide bis zum Jahr 1821 zum Kirchspiel Börninghausen. Danach war es bis 1895 nach Barkhausen und anschließend bis in die Gegenwart wieder nach Börninghausen eingepfarrt.

## Einwohnerentwicklung
- 1821 94  Einwohner
- 1858 86  Einwohner
- 1885 82  Einwohner
- 1905 104 Einwohner
- 1925 116 Einwohner
- 1933 108 Einwohner
- 1939 129 Einwohner
- 1950 206 Einwohner
- 1961 191 Einwohner
- 1970 215 Einwohner
- 1972 158 wahlberechtigte Bürger
- 1978 über 200 Einwohner

## Politische und administrative Zugehörigkeit

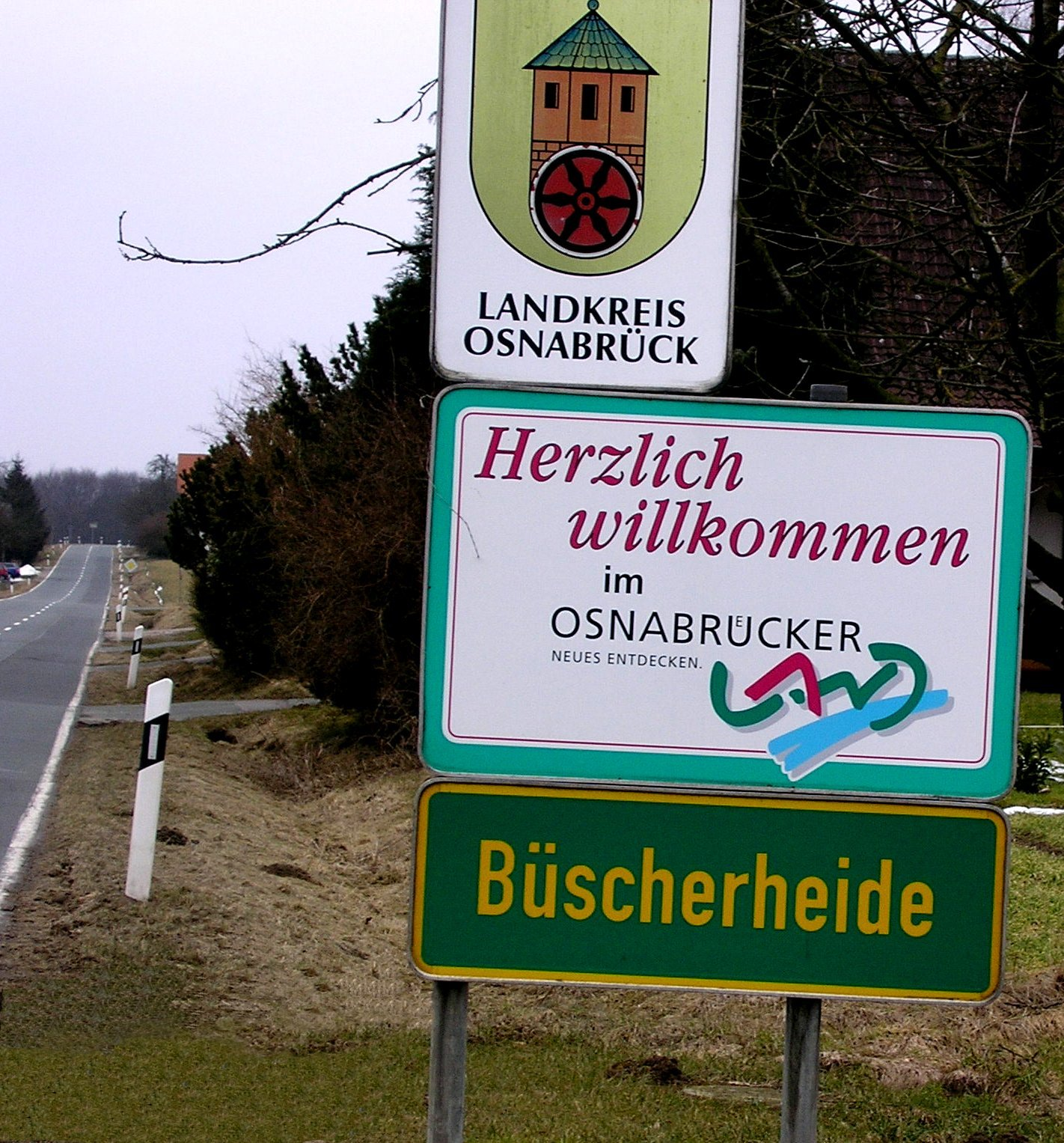
Die umstrittene Orts-, Kreis- und Landesgrenze

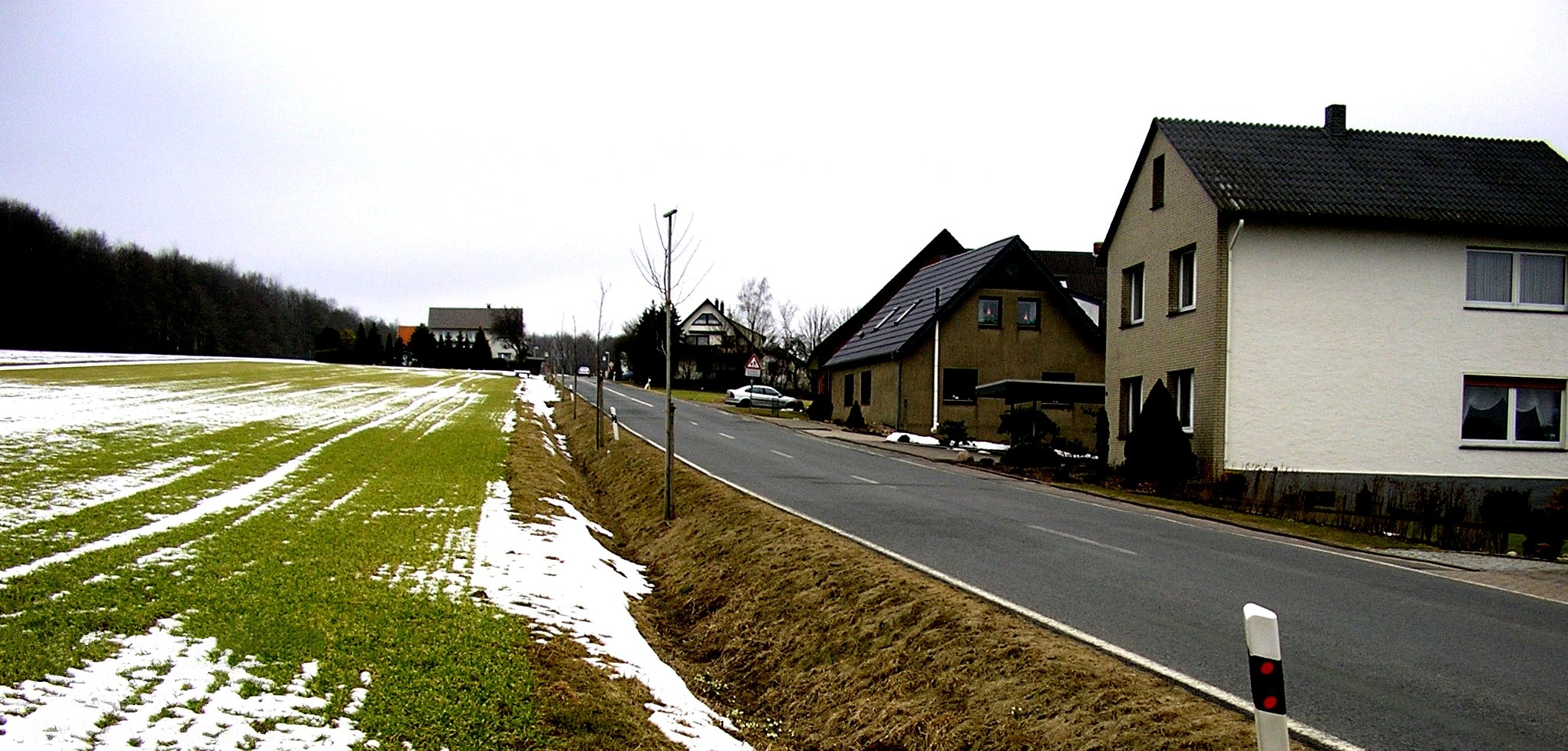
Das Haus links der Straße gehört noch zu Büscherheide, damit zu Niedersachsen, rechts der Straße ist Nordrhein-Westfalen.

Büscherheide mit seinen 127 wahlberechtigten Einwohnern, die sich auf einer Fläche von – den umgebenden Wald nicht mitberechnet – rund 110 ha verteilen, bildet einen eigenen Wahlbezirk (Nr. 0005) und einen separaten Grundbuchbezirk (Nr. 4429).

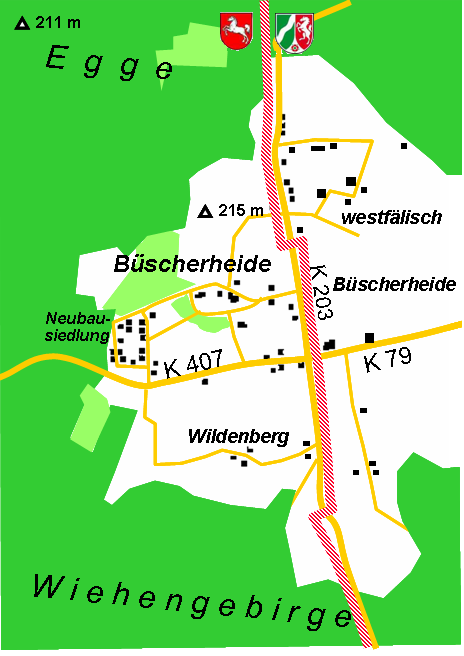
Übersichtskarte von Büscherheide. Die Landesgrenze (rot-schraffierte Linie) verläuft von Norden nach Süden.

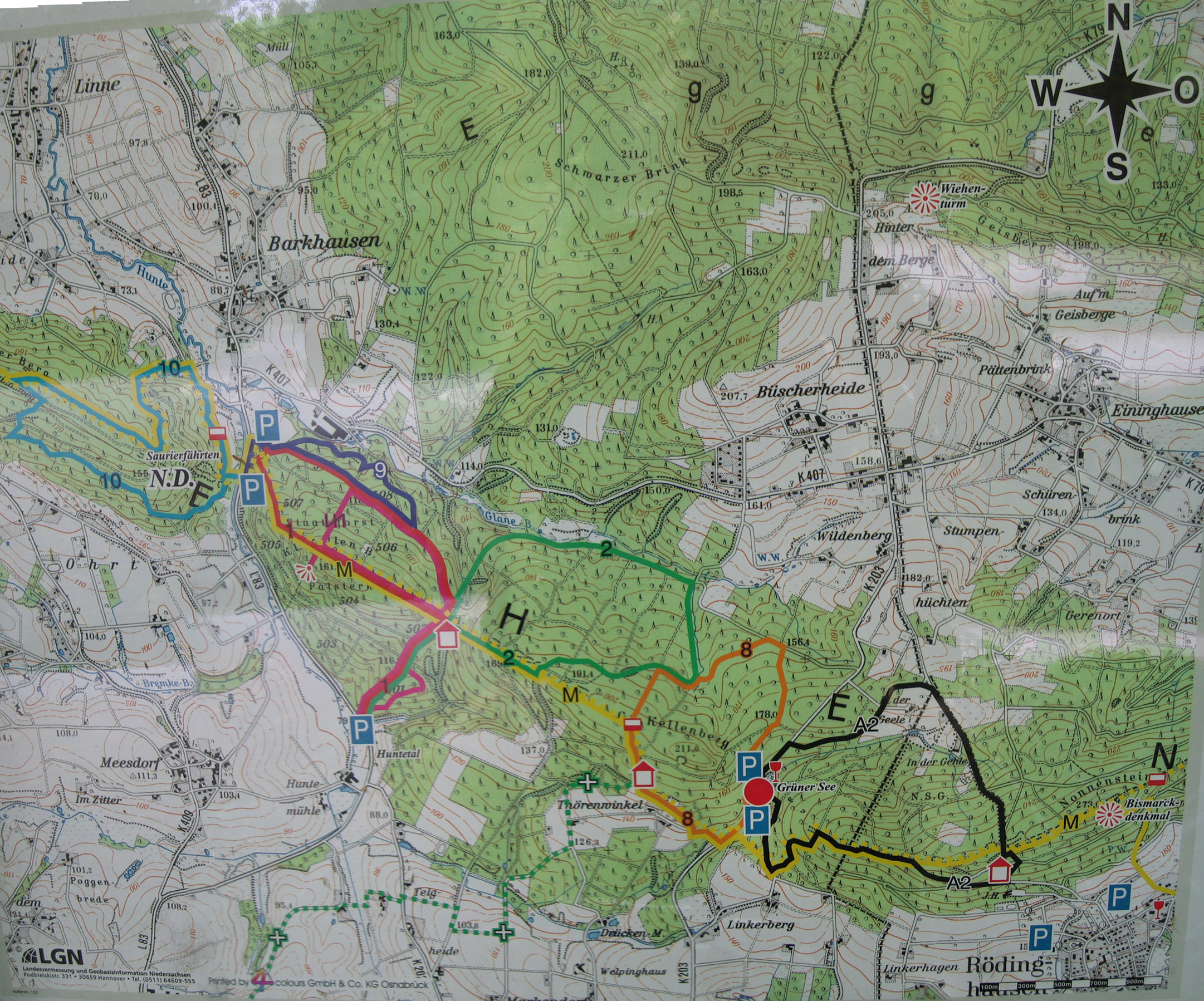
Topografische Karte von Büscherheide und Umgebung

Das eigentliche Büscherheide, also die ehemalige Gemeinde, gehört politisch zur Gemeinde Bad Essen und zum Landkreis Osnabrück (Niedersachsen), obwohl es durch einen mehrere Kilometer breiten Waldgürtel vom Rest der Gemeinde naturräumlich getrennt ist und die nordrhein-westfälische Ortschaft Börninghausen, ein Unterzentrum des Eggetals, wesentlich näher liegt. Bestrebungen aus Teilen der Bevölkerung, die Angliederung an Nordrhein-Westfalen zu erreichen, haben bisher keine entscheidenden Auswirkungen gehabt. Im Jahr 1972 kam es sogar zur Bildung des Aktionskomitees Bürgerinitiative Büscherheide „Büscherheide will nach Börninghausen“.
Die im Süden der Freifläche gelegene kleine Bauerschaft Wildenberg wird allgemein auch zu Büscherheide gerechnet, gehört aber politisch zur Stadt Melle und somit auch zu Niedersachsen. Bei beschriebenen Umgliederungsbestrebungen wurde Büscherheide-Wildenberg immer mitbetrachtet, da die Bewohner vor demselben Dilemma stehen. Auch hier trennt das Wiehengebirge den direkten Zugang zum entsprechenden Verwaltungszentrum. Ein sehr kleiner Teil Büscherheides liegt bereits heute in NRW: Es sind die Häuser, die unmittelbar östlich der Bergstraße, also der Landesgrenze, liegen. Diese wurden, wie beschrieben, 1557 der Grafschaft Ravensberg zugeschlagen, die später in der preußischen Provinz Westfalen aufging.
Bei den Umgliederungsbestrebungen ging es also nicht zuletzt gewissermaßen auch um die Wiedervereinigung des Dorfes.
Büscherheide ist also auf regionaler Ebene eine funktionale Enklave wie auf nationaler Ebene das Kleinwalsertal. Trotz dieser politischen Zugehörigkeit wurden Tatsachen, nicht zuletzt von den Bürgern, geschaffen. So hat das Dorf die Postleitzahl und die Telefonvorwahl von Preußisch Oldendorf; es gehört zur Evangelischen Kirchengemeinde Börninghausen, die auch den Friedhof betreibt; die Kinder gehen in Börninghausen zur Schule und auch die Müllabfuhr wird von Preußisch Oldendorf koordiniert. Selbst für den Brandschutz ist die Freiwillige Feuerwehr im westfälischen Börninghausen seit einem Amtshilfeersuchen der eigentlich zuständigen Gemeinde Bad Essen zuständig. Viele Büscherheider sind seit langem selbst Mitglied der Löschgruppe Börninghausen.
Wohl aufgrund der peripheren Lage sind viele Unternehmen mittlerweile geschlossen bzw. meist in die östliche Nachbarschaft abgewandert.

## Bestrebungen zur administrativen Umgliederung
Am 1. Juli 1972 wurde die Gemeinde Büscherheide in die Gemeinde Bad Essen eingegliedert. Noch im Jahr 1972, dem Jahr der Gründung der Bürgerinitiative, wurde eine Unterschriftenaktion durchgeführt, nach der von 158 wahlberechtigten Bürgern 150, also 95 Prozent, durch Unterschrift ihren Willen bekundeten, nach Börninghausen eingegliedert zu werden. Gleichzeitig konnte der Landtagsabgeordnete Heinrich Niewerth gewonnen werden, der die Sachlage gegenüber dem Land Niedersachsen vertrat.
Im Laufe der Jahre wurde durch die Bürgerinitiative durch zahlreiche Schreiben an die Landesregierungen und Mitglieder von Landtagen und dem Bundestag und Einschaltung regionaler und überregionaler Medien die Büscherheide-Frage in das öffentliche Bewusstsein gerückt. Dass die Bürgerinitiative am Nerv nagte, zeigten Reaktionen der betroffenen niedersächsischen Gemeinde Bad Essen: So ist die Äußerung des Bad Essener Rates belegt: „Möge uns das Jahr 1974 nur bescheren, dass wir den Blinddarm Büscherheide loswerden!“
1972 war die Verdrossenheit der Bürger Büscherheides dermaßen groß, dass dem Innenministerium in Hannover mitgeteilt wurde, dass die Büscherheider künftig die Wahlen boykottieren werden. Es wurde sogar erwogen, dass sämtliche Bürger ihren Erstwohnsitz (bei Freunden) im westfälischen Teil des Eggetals anmelden werden – diese Ummeldung aller Bürger wäre in der Tat ein einmaliges Novum und Kuriosum geworden: eine Kommune ohne Bürger.
Am 29. August 1980 wurde das Anliegen dem damaligen Ministerpräsidenten Johannes Rau im Rahmen eines Besuchs der Stadt Preußisch Oldendorf vorgetragen.
Am 13. August 1983 wurde die Sache sogar dem Petitionsausschuss des Deutschen Bundestages vorgebracht.
Insgesamt ließen es die verantwortlichen Politiker jedoch nur bei vagen Erklärungen und vertrösteten auf eine künftige Neugliederung des Bundesgebietes. Entscheidungen im Sinne der Büscherheider Bevölkerung wurden nicht gefasst.
Im Fernsehen fand die Problematik beim WDR 1983 und dann noch mal am 20. September 1986 ihr Echo. Überraschenderweise kam es nach Recherchen der Redaktion des WDR jedoch zu der Aussage, dass es zweifelhaft sei, ob noch immer die Mehrzahl der Büscherheider überhaupt noch den Anschluss wollten. Es zeigte sich, dass ein zwanzigjähriger erfolgloser Kampf teilweise zu Resignation und Kampfmüdigkeit geführt hatten.
Heute ist ein Gebietswechsel nicht mehr auf der Tagesordnung und in einigen Büscherheider Gärten gehisste Niedersachsenfahnen bezeugen ein sich entwickelndes Zugehörigkeitsgefühl zum Land Niedersachsen. Der Beweis, dass die Beibehaltung des Status quo heute dem Mehrheitswillen entspricht, steht jedoch noch aus. Nach 20 Jahren Kampf für einen Wechsel auf die andere Seite der Grenze ergaben sich die Büscherheider in ihr Schicksal und blieben das, was sie seit Jahrhunderten sind: Grenzgänger.
In jüngster Zeit wurde eine mögliche Umgliederung des Gebietes im Frühjahr 2017 durch den Landtagsabgeordneten Ernst-Wilhelm Rahe ins Gespräch gebracht. Im Rahmen eines Fachgesprächs zum Kinderbildungsgesetz empfahl er den Büscherheidern, die keinen Rechtsanspruch auf Plätze in Kindertagesstätten für ihre Kinder im westfälischen Eggetal haben, dass diese am besten eine Initiative zum Beitritt zu Nordrhein-Westfalen starten sollten.

## Wirtschaft
Die Landwirtschaft, ehemals ein prägender Wirtschaftszweig in dieser Streusiedlung, ist heute nur noch von beiläufiger Bedeutung. Gegenwärtig gibt es mit dem Hof Wilhelm Meyer nur noch einen Vollerwerbsbetrieb, andere Höfe wirtschaften noch im Neben- bzw. Zuerwerb. Bei den Höfen handelt es sich überwiegend um Einzelhöfe; lediglich in Alt-Büscherheide ist eine gewisse Ballung der Hofstellen gegeben. Der Schwerpunkt der Landwirtschaft liegt in der Schweinemast.
Daneben hat der Verkauf von Weihnachtsbäumen/Tannengrün eine gewisse Bedeutung.
Daneben gibt es in Büscherheide noch eine Kfz-Meister-Werkstatt. Bis in die 1980er Jahre gab es in Büscherheide noch eine PAM-Tankstelle.
In Büscherheide hat eine große Limonadenfabrik ihre Wurzeln: Der Landwirt Karl Heemann eröffnete 1927, an einer Quelle, die sich unterhalb des Dorfes befand, einen Ausschank für Erfrischungsgetränke. Aus diesen recht bescheidenen Anfängen entwickelte sich im Laufe der Zeit, insbesondere unter der Leitung des Sohnes des Unternehmensgründers, Ernst Heemann, einer der größten Mineralbrunnen Deutschlands. Mit etwa 20 Beschäftigten stellte das Unternehmen alkoholfreie Erfrischungsgetränke her und förderte aus einem Bohrbrunnen Gebirgswasser. In den 1970er Jahren schließlich war das Unternehmen der mit Abstand größte Arbeitgeber in Büscherheide und eine beträchtliche Lkw-Flotte beherrschte das Dorfbild. 1977 verlegte das Unternehmen überraschend den Sitz ins westfälische Löhne. Dieser Umzug soll in direktem Zusammenhang mit der administrativen Zugehörigkeit Büscherheides zum niedersächsischen Bad Essen (Gewerbesteuer) gestanden haben. In Westfalen wurden dem Sprudelfabrikanten günstigere Konditionen eröffnet. Dieser Umstand nährte in der Bevölkerung den Unmut zur politischen Zugehörigkeit zu Niedersachsen. Der Umzug der Firma war aber wenig zielführend, denn das Unternehmen wurde von der Nord Getränke GmbH übernommen; der Büscherheider Traditionsname überlebte nur im neuen Namen Hansa-Heemann.

## Sehenswürdigkeiten
- Im Waldgebiet der Egge, nordwestlich Büscherheides liegen die Fliegerquellen.
- Im Nordosten, im westfälischen Teil Büscherheides steht der Wiehenturm.